# 草莓箭毒蛙
草莓箭毒蛙（学名：Oophaga pumilio），又名草莓毒刺蛙，是在中美洲的一類箭毒蛙，集中在哥斯達黎加。
草莓箭毒蛙雖是一個物種，但有很大的變異，其下有超過30個不同的顏色形態。除了顏色上的不同外，不同的形態在棲息地、體型、發聲及親代照顧行為上均有所不同。鈷藍形態是最廣為人知的一類。大部份的形態成體平均長18-20毫米。
草莓箭毒蛙鮮艷的警戒態表明牠的皮膚上有不同的毒素。這些毒素令牠們有難聞的氣味，驅趕掠食者。草莓箭毒蛙的毒素不足以嚴重傷害人類。
草莓箭毒蛙類中包含了疣背箭毒蛙、桔紅箭毒蛙及威氏箭毒蛙。牠們的近親是小丑箭毒蛙類，當中包含了小丑箭毒蛙自己及O. duellmani。這兩類都會照顧產下的卵及蝌蚪。
Oophaga是2006年新成立的屬。以往草莓箭毒蛙是分類在箭毒蛙屬中，而這個分類仍然廣泛使用。

## 生殖及照顧
在兩棲類的世界中，草莓箭毒蛙及其相關的青蛙以高度照顧卵及蝌蚪而聞名。交配後，雌性會在樹葉或鳳梨科葉脈產下3-5顆卵。雄性會確保卵的濕潤，利用牠的泄殖腔來輸送水份。約10日卵孵化後，雌性會揹蝌蚪到有沙的地方。有罕有的情況下，雄性亦會揹送蝌蚪，但究竟是有意或是只是巧合則不得而知。鳳梨科的葉脈是草莓箭毒蛙產卵的勝地，而牠們亦會在其他適合的地方，如樹孔、小土丘或人類垃圾的鋁罐中產卵。
每個位點只會放下一隻蝌蚪，因為牠們是同類相食的。一旦安放好蝌蚪後，雌性每隔幾日就會到蝌蚪的位點產下未受精卵作為食物。有研究曾以其他的食物（如藻類及其他箭毒蛙的卵）來餵養蝌蚪，但都很難成功。可見牠們是必須照顧蝌蚪，否則牠們很難生存或成長。
約1個月後，蝌蚪會變態成小蛙。牠們一般會留在原有地方幾日，待尾巴完全消失。

## 飼養
由於草莓箭毒蛙吸引的顏色及獨有的生命週期，故牠是很受歡迎的寵物。於1990年代，牠們已經由不同的地方輸入美國及歐洲。不過由於已停止運送，草莓箭毒蛙已變得不普遍及很少選擇。在歐洲，有較多不同的草莓箭毒蛙供選擇，很多都是走私入境或是其後代。雖然走私草莓箭毒蛙在其他地方很少見，但牠們仍然殺死大量的動物及破壞棲息地。現時有草莓箭毒蛙從中美洲出口，這樣大大提升了牠們的數量。

## 形態

### Bastimentos種

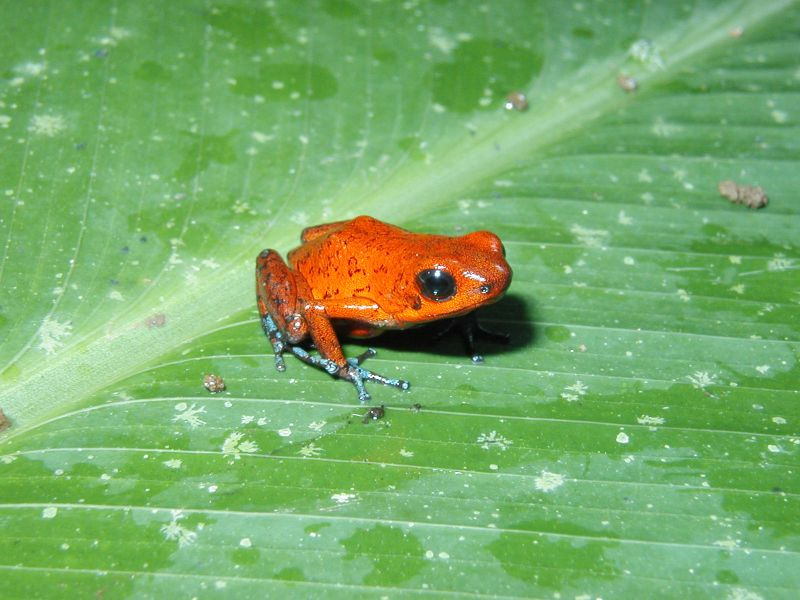
Bastimentos種

Bastimentos種一般有三個形態，分別為紅色、黃色或白色，背及腳上有黑點。牠們分佈在巴拿馬的Bastimentos島上，相信是某程度上真實遺傳的，而非混種而來。

### 鈷藍種
鈷藍種在美江相對較稀有。牠們大部份都是於1990年代引入美國，或是其後代。牠們的身體是紅色，而四肢是藍色。牠們在照顧蝌蚪上一般都很差，可能是照顧及食性上的問題引致。現時有一種科技可以從較普遍的種，如Man Creek種或Bastimentos種轉變出鈷藍種的蝌蚪。鈷藍種分佈在哥斯達黎加，數量非常豐富。

### 奇里基種
奇里基種一般都是綠色的，一些是紅色的，有時有些身體呈黃色而四肢呈藍綠色。奇里基種是在大奇里基或奇里基河中捕獲的。由於正確的位點並不清楚，所以很難說是大奇里種或是奇里基河種。

### Man Creek種
Man Creek種非常像鈷藍種，有時甚至會彼此混淆。一些Man Creek種的四肢是藍色的，但從眼睛就可以分辨牠們。不過，Man Creek種其實四肢一般都是有灰色的，而前肢沒有灰色的亦很普遍。

## 外部連結
- Dart Den （页面存档备份，存于）
- DendroBoard （页面存档备份，存于）
- Frognet （页面存档备份，存于）
- Dendrobatesworld （页面存档备份，存于）